# Leioa
Leioa è un comune spagnolo di 28 381 abitanti situato nella comunità autonoma dei Paesi Baschi. All'interno del suo territorio ha sede un campus dell'Università dei Paesi Baschi.

## Collegamenti esterni

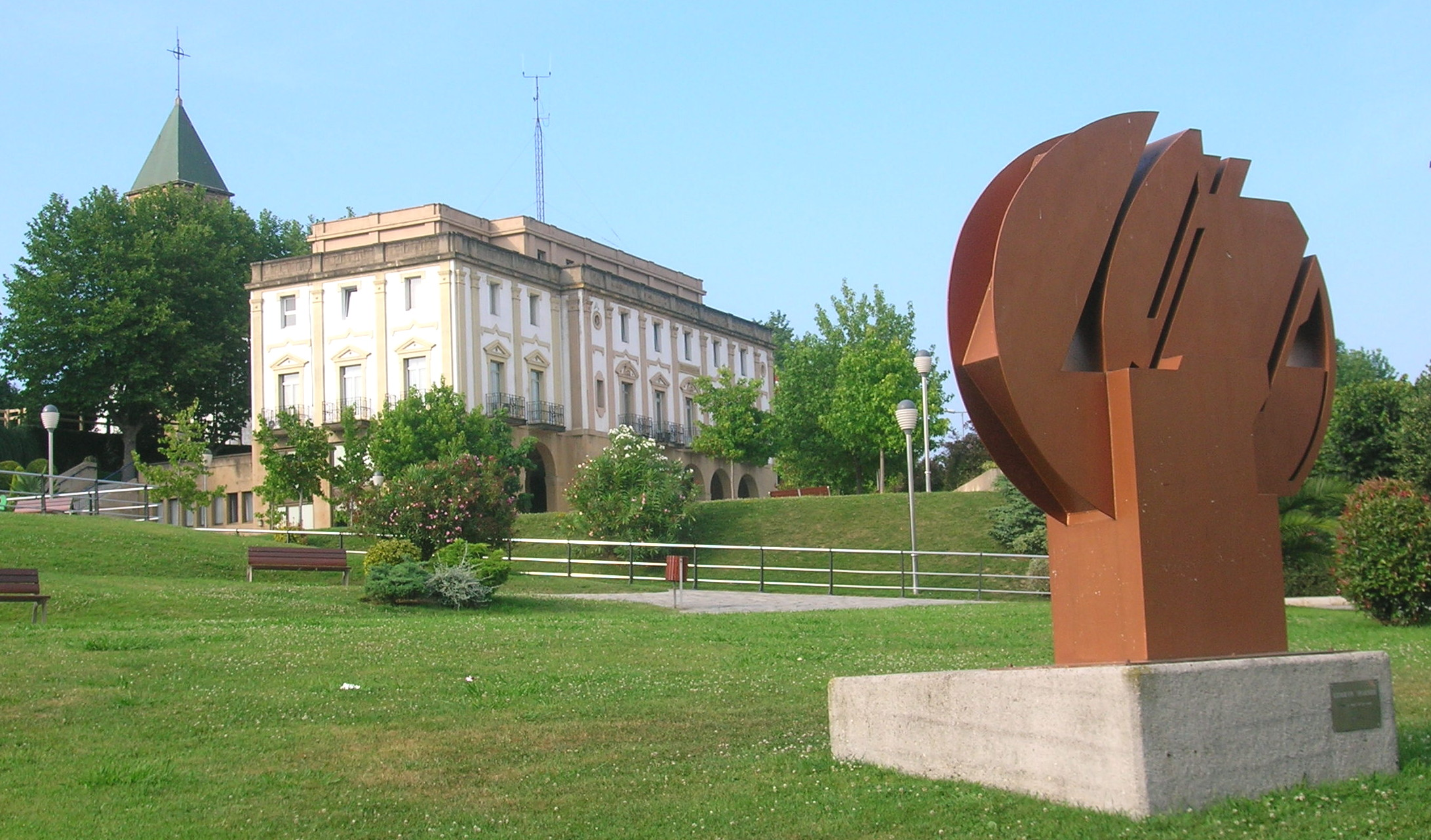
Municipio